# Arvydas Nekrošius
Arvydas Nekrošius (ur. 10 marca 1984 w Rosieniach) – litewski inżynier, wykładowca i polityk. Poseł na Sejm Republiki Litewskiej.

## Życiorys
W 2007 uzyskał tytuł licencjata w dziedzinie inżynierii energii na Litewskiej Akademii Rolniczej (obecnie Uniwersytet Aleksandrasa Stulginskisa). W 2009 roku uzyskał dyplom magistra inżynierii energetycznej, a w 2014 doktorat nauk technicznych na tym samym uniwersytecie.
W latach 2007–2008 był asystentem laboratorium w pracowni biogazu na Wydziale Inżynierii Rolniczej w Litewskiej Akademii Rolniczej (obecnie Uniwersytet Aleksandrasa Stulginskisa). Następnie od 2008 do 2010 roku był informatykiem-programistą w prywatnym przedsiębiorstwie. W latach 2010–2014 był asystentem wykładowcy na Litewskiej Akademii Rolniczej. Od 2014 do 2016 roku wykładał na Instytucie Inżynierii Energii i Biotechnologii również na tej akademii.
W 2016 przyjął propozycję kandydowania do Sejmu z ramienia Litewskiego Związku Rolników i Zielonych. W wyborach w 2016 uzyskał mandat posła na Sejm Republiki Litewskiej.